# Litoscalpellum ursum
Litoscalpellum ursum är en kräftdjursart som beskrevs av Zevina 1981. Litoscalpellum ursum ingår i släktet Litoscalpellum och familjen Scalpellidae. Inga underarter finns listade i Catalogue of Life.